# Pachycereus grandis
Pachycereus grandis ist eine Pflanzenart aus der Gattung Pachycereus in der Familie der Kakteengewächse (Cactaceae). Das Artepitheton grandis stammt aus dem Lateinischen, bedeutet ‚groß‘ und verweist auf große Wuchsform der Art.

## Beschreibung
Pachycereus grandis wächst baumförmig, ist dicht verzweigt und erreicht eine Wuchshöhe von bis 25 Metern. Es werden Stämme von bis 1 Meter Durchmesser ausgebildet. Die hellgrünen, aufrechten und säulenförmigen Triebe weisen Einschnürungen auf. Es sind 9 bis 11 Rippen vorhanden, auf denen die Areolen weit auseinanderstehen. Die drei gräulich weißen Mitteldornen sind bis 6 Zentimeter lang. Der unterste von ihnen ist am längsten. Die neun bis zehn Randdornen sind kurz und etwas abgeflacht. Das große endständige Pseudocephalium besteht aus zahlreichen langen Dornen oder Borsten.
Die weißen Blüten sind bis 4 Zentimeter lang. Ihr Perikarpell und die Blütenröhre sind mit kleinen, spitz zulaufenden Schuppen und Wolle besetzt. Die kugelförmigen, trocknen Früchte erreichen Durchmesser von 7,5 Zentimeter und sind mit gelben Borsten bedeckt.

## Verbreitung, Systematik und Gefährdung
Pachycereus grandis ist in den mexikanischen Bundesstaaten México, Michoacán, Morelos, Oaxaca und Puebla in Höhenlagen von 900 bis 1.500 m verbreitet.
Die Erstbeschreibung erfolgte 1909 durch Joseph Nelson Rose. Ein taxonomisches Synonym ist Cereus bergerianus Vaupel (1913).
In der Roten Liste gefährdeter Arten der IUCN wird die Art als „Vulnerable (VU)“, d. h. als gefährdet geführt.

## Nachweise